# Septième district congressionnel de Géorgie
Le 7e district congressionnel de Géorgie est un district de l'État américain de Géorgie. Il est actuellement représenté par la Démocrate Lucy McBath.
Le district comprend des parties de la région métropolitaine du nord-est d'Atlanta, y compris les villes de Johns Creek, Peachtree Corners, Norcross, Lawrenceville, Duluth, Snellville, Suwanee et Buford. Il couvre la majeure partie du Comté de Gwinnett et une partie de Fulton.
De 2013 à 2023, le district incluait la majorité du Comté de Gwinnett et des portions du Comté de Forsyth.
Alors que le quartier était considéré comme un bastion républicain depuis le milieu des années 1990, il est récemment devenu plus convivial pour les démocrates à la suite d'importants changements démographiques, en particulier la croissance des populations noires, hispaniques et asiatiques. Lors des élections de mi-mandat de 2018, le républicain Rob Woodall a été réélu par seulement 433 voix, soit 0,15 %, contre la démocrate Carolyn Bourdeaux, et sa victoire n'a été confirmée qu'après un recomptage. En termes de nombre absolu de pourcentage de voix, il s'agissait de l'élection à la Chambre des États-Unis la plus serrée du pays en 2018. En 2020, Bourdeaux a été élu pour représenter le district au Congrès.

## Comtés
- Fulton (en partie, voir le 6e district)
- Gwinnett (en partie, voir le 9e district et le 6e district)

| #   | Comté    | Siège         | Population |
| --- | -------- | ------------- | ---------- |
| 121 | Fulton   | Atlanta       | 1 079 105  |
| 135 | Gwinnett | Lawrenceville | 983 526    |

### Villes de 10 000 habitants ou plus
- Sandy Springs - 108 080
- Roswell - 92 833
- Johns Creek - 82 453
- Alpharetta - 65 818
- Peachtree Corners - 42 243
- Duluth - 31 864
- Lawrenceville - 30 629
- Suwanee - 20 786
- Snellville - 20 573
- Norcross - 17 209
- Lilburn - 14 502
- Loganville - 14 127
- Mountain Park - 11 554

### Villes de 2 500 à 10 000 habitants
- Dacula - 6 882
- Grayson - 4 730

## Démographie
Selon les outils de profil des électeurs de l'APM Research Lab (avec l'enquête sur la communauté américaine de 2019 du Bureau du recensement des États-Unis), le district comptait environ 502 000 électeurs potentiels (citoyens, âgés de 18 ans et plus). Parmi eux, 52 % sont blancs, 24 % noirs, 12 % asiatiques et 10 % latinos. Plus d'un cinquième (21 %) des électeurs potentiels du district sont des immigrants. Le revenu médian des ménages (avec un ou plusieurs électeurs potentiels) dans le district est d'environ 85 800 $. En ce qui concerne le niveau d'instruction des électeurs potentiels de la circonscription, 44 % détiennent un baccalauréat ou un diplôme supérieur.

## Liste des Représentants du district
| Membre                         | Parti                      | Années                               | Congrès     | Histoire électorale | Zone géographique                       |
| ------------------------------ | -------------------------- | ------------------------------------ | ----------- | --- | --------------------------------------- |
| District créée le 4 mars 1827. |                            |                                      |             | |                                         |
| John Floyd                     | Jacksonien (en)            | 4 mars 1827 - 3 mars 1829            | 20e         | Élu en 1826. | 1827–1829                               |
| Non utilisé                    | Non utilisé                | 4 mars 1829 - 3 mars 1845            | 20e - 28e   | |                                         |
| Alexander H. Stephens          | Whig                       | 4 mars 1845 - 3 mars 1851            | 29e - 32e   | Redécoupage depuis le district at-large et réélu en 1844. Réélu en 1846. Réélu en 1848. Réélu en 1851. Redécoupage vers le 8e district.                                     | 1845–1853                               |
| Alexander H. Stephens          | Unioniste                  | 4 mars 1851 - 3 mars 1853            | 29e - 32e   | Redécoupage depuis le district at-large et réélu en 1844. Réélu en 1846. Réélu en 1848. Réélu en 1851. Redécoupage vers le 8e district.                                     | 1845–1853                               |
| David A. Reese (en)            | Whig                       | 4 mars 1853 - 3 mars 1857            | 33e         | Élu en 1853. | 1853–1863                               |
| Nathaniel G. Foster (en)       | Know Nothing               | 4 mars 1855 - 3 mars 1857            | 34e         | Élu en 1855. | 1853–1863                               |
| Joshua Hill (en)               | Know Nothing               | 4 mars 1857 - 3 mars 1859            | 35e , 36e   | Élu en 1857. Réélu en 1859. Démissionne. | 1853–1863                               |
| Joshua Hill (en)               | Opposition Party (en)      | 4 mars 1859 - 23 janvier 1861        | 35e , 36e   | Élu en 1857. Réélu en 1859. Démissionne. | 1853–1863                               |
| Vacant                         | Vacant                     | 23 janvier 1861 - 25 juillet 1868    | 36e - 40e   | Guerre de Sécession et Reconstruction | 1853–1863                               |
| Vacant                         | Vacant                     | 23 janvier 1861 - 25 juillet 1868    | 36e - 40e   | Guerre de Sécession et Reconstruction | 1863–1873                               |
| Pierce M. B. Young             | Démocrate                  | 25 juillet 1868 - 3 mars 1869        | 40e         | Réélu en 1868 mais ne fut pas permis de se qualifier. |                                         |
| Vacant                         | Vacant                     | 4 mars 1869 - 22 décembre 1870       | 41e         | |                                         |
| Pierce M. B. Young             | Démocrate                  | 22 décembre 1870 - 3 mars 1875       | 41e - 43e   | Élu pour terminer son propre mandat. Réélu en 1870. Réélu en 1872. |                                         |
| Pierce M. B. Young             | Démocrate                  | 22 décembre 1870 - 3 mars 1875       | 41e - 43e   | Élu pour terminer son propre mandat. Réélu en 1870. Réélu en 1872. | 1873–1883                               |
| William H. Felton (en)         | Démocrate Indépendant (en) | 4 mars 1875 - 3 mars 1881            | 44e - 46e   | Élu en 1874. Réélu en 1876. Réélu en 1878. |                                         |
| Judson C. Clements (en)        | Démocrate                  | 3 mars 1881 - 3 mars 1891            | 47e - 51e   | Élu en 1880. Réélu en 1882. Réélu en 1884. Réélu en 1886. Réélu en 1888. |                                         |
| Judson C. Clements (en)        | Démocrate                  | 3 mars 1881 - 3 mars 1891            | 47e - 51e   | Élu en 1880. Réélu en 1882. Réélu en 1884. Réélu en 1886. Réélu en 1888. | 1883–1893                               |
| Robert W. Everett (en)         | Démocrate                  | 4 mars 1891 - 3 mars 1893            | 52e         | Élu en 1890. |                                         |
| John W. Maddox (en)            | Démocrate                  | 4 mars 1893 - 3 mars 1905            | 53e - 58e   | Élu en 1892. Réélu en 1894. Réélu en 1896. Réélu en 1898. Réélu en 1900. Réélu en 1902.                                                                                     | 1893–1903                               |
| John W. Maddox (en)            | Démocrate                  | 4 mars 1893 - 3 mars 1905            | 53e - 58e   | Élu en 1892. Réélu en 1894. Réélu en 1896. Réélu en 1898. Réélu en 1900. Réélu en 1902.                                                                                     | 1903–1913                               |
| Gordon Lee (en)                | Démocrate                  | 4 mars 1905 - 3 mars 1927            | 59e - 69e   | Élu en 1904. Réélu en 1906. Réélu en 1908. Réélu en 1910. Réélu en 1912. Réélu en 1914. Réélu en 1916. Réélu en 1918. Réélu en 1920. Réélu en 1922. Réélu en 1924. Retrait. |                                         |
| Gordon Lee (en)                | Démocrate                  | 4 mars 1905 - 3 mars 1927            | 59e - 69e   | Élu en 1904. Réélu en 1906. Réélu en 1908. Réélu en 1910. Réélu en 1912. Réélu en 1914. Réélu en 1916. Réélu en 1918. Réélu en 1920. Réélu en 1922. Réélu en 1924. Retrait. | 1913–1933                               |
| Malcom C. Tarver (en)          | Démocrate                  | 4 mars 1927 - 3 janvier 1947         | 70e - 79e   | Élu en 1926. Réélu en 1928. Réélu en 1930. Réélu en 1932. Réélu en 1934. Réélu en 1936. Réélu en 1938. Réélu en 1940. Réélu en 1942. Réélu en 1944. perd sa renomination.   |                                         |
| Malcom C. Tarver (en)          | Démocrate                  | 4 mars 1927 - 3 janvier 1947         | 70e - 79e   | Élu en 1926. Réélu en 1928. Réélu en 1930. Réélu en 1932. Réélu en 1934. Réélu en 1936. Réélu en 1938. Réélu en 1940. Réélu en 1942. Réélu en 1944. perd sa renomination.   | 1933–1943                               |
| Malcom C. Tarver (en)          | Démocrate                  | 4 mars 1927 - 3 janvier 1947         | 70e - 79e   | Élu en 1926. Réélu en 1928. Réélu en 1930. Réélu en 1932. Réélu en 1934. Réélu en 1936. Réélu en 1938. Réélu en 1940. Réélu en 1942. Réélu en 1944. perd sa renomination.   | 1943–1953                               |
| Henderson L. Lanham (en)       | Démocrate                  | 3 janvier 1947 - 10 novembre 1957    | 80e - 85e   | Élu en 1946. Réélu en 1948. Réélu en 1950. Réélu en 1952. Réélu en 1954. Réélu en 1956. Décès.                                                                              |                                         |
| Henderson L. Lanham (en)       | Démocrate                  | 3 janvier 1947 - 10 novembre 1957    | 80e - 85e   | Élu en 1946. Réélu en 1948. Réélu en 1950. Réélu en 1952. Réélu en 1954. Réélu en 1956. Décès.                                                                              | 1953–1963                               |
| Vacant                         | Vacant                     | 10 novembre 1957 - 8 janvier 1958    | 85e         | |                                         |
| Harlan E. Mitchell (en)        | Démocrate                  | 8 janvier 1958 - 3 janvier 1961      | 85e , 86e   | Élu pour terminer le mandat de Lanham. Réélu en 1958. Retrait pour se Présenter au Sénat de Géorgie.                                                                        |                                         |
| John W. Davis (en)             | Démocrate                  | 3 janvier 1961 - 3 janvier 1975      | 87e - 93e   | Élu en 1960. Réélu en 1962. Réélu en 1964. Réélu en 1966. Réélu en 1968. Réélu en 1970. Réélu en 1972. perd sa renomination.                                                |                                         |
| John W. Davis (en)             | Démocrate                  | 3 janvier 1961 - 3 janvier 1975      | 87e - 93e   | Élu en 1960. Réélu en 1962. Réélu en 1964. Réélu en 1966. Réélu en 1968. Réélu en 1970. Réélu en 1972. perd sa renomination.                                                | 1963–1973                               |
| John W. Davis (en)             | Démocrate                  | 3 janvier 1961 - 3 janvier 1975      | 87e - 93e   | Élu en 1960. Réélu en 1962. Réélu en 1964. Réélu en 1966. Réélu en 1968. Réélu en 1970. Réélu en 1972. perd sa renomination.                                                | 1973–1983                               |
| Larry McDonald                 | Démocrate                  | 3 janvier 1975 - 1er septembre 1983  | 94e - 98e   | Élu en 1974. Réélu en 1976. Réélu en 1978. Réélu en 1980. Réélu en 1982. Décède dans le vol Korean Air Lines Flight 007.                                                    |                                         |
| Larry McDonald                 | Démocrate                  | 3 janvier 1975 - 1er septembre 1983  | 94e - 98e   | Élu en 1974. Réélu en 1976. Réélu en 1978. Réélu en 1980. Réélu en 1982. Décède dans le vol Korean Air Lines Flight 007.                                                    | 1983–1993                               |
| Vacant                         | Vacant                     | 1er septembre 1983 - 8 novembre 1983 | 98e         | |                                         |
| George Darden (en)             | Démocrate                  | 8 novembre 1983 - 3 janvier 1995     | 98e - 103e  | Élu pour terminer le mandat de McDonalds. Réélu en 1984. Réélu en 1986. Réélu en 1988. Réélu en 1990. Réélu en 1992. perd sa réélection.                                    |                                         |
| George Darden (en)             | Démocrate                  | 8 novembre 1983 - 3 janvier 1995     | 98e - 103e  | Élu pour terminer le mandat de McDonalds. Réélu en 1984. Réélu en 1986. Réélu en 1988. Réélu en 1990. Réélu en 1992. perd sa réélection.                                    | 1993–2003                               |
| Bob Barr                       | Républicain                | 3 janvier 1995 - 3 janvier 2003      | 104e - 107e | Élu en 1994. Réélu en 1996. Réélu en 1998. Réélu en 2000. perd sa renomination.                                                                                             |                                         |
| John Linder (en)               | Républicain                | 3 janvier 2003 - 3 janvier 2011      | 108e - 111e | Redécoupage depuis le 11e district et réélu en 2002. Réélu en 2004. Réélu en 2006. Retrait.                                                                                 | 2003–2007                               |
| John Linder (en)               | Républicain                | 3 janvier 2003 - 3 janvier 2011      | 108e - 111e | Redécoupage depuis le 11e district et réélu en 2002. Réélu en 2004. Réélu en 2006. Retrait.                                                                                 | 2007–2013                               |
| Rob Woodall                    | Républicain                | 3 janvier 2011 - 3 janvier 2021      | 112e - 116e | Élu en 2010. Réélu en 2012. Réélu en 2014. Réélu en 2016. Réélu en 2018. Retrait.                                                                                           |                                         |
| Rob Woodall                    | Républicain                | 3 janvier 2011 - 3 janvier 2021      | 112e - 116e | Élu en 2010. Réélu en 2012. Réélu en 2014. Réélu en 2016. Réélu en 2018. Retrait.                                                                                           | 2013–2023                               |
| Carolyn Bourdeaux              | Démocrate                  | 3 janvier 2021 - 3 janvier 2023      | 117e        | Élue en 2020. perd sa renomination. |                                         |
| Lucy McBath                    | Démocrate                  | 3 janvier 2023 - Présent             | 118e        | Redécoupage depuis le 6e district et réélue en 2022. | 2023–Présent : Banlieues Nord d'Atlanta |

## Résultats des récentes élections
Voici les résultats des dix précédents cycles électoraux dans le district.

### 2004
| Élection de 2004 du 7e district congressionnel de Géorgie | Élection de 2004 du 7e district congressionnel de Géorgie | Élection de 2004 du 7e district congressionnel de Géorgie | Élection de 2004 du 7e district congressionnel de Géorgie | Élection de 2004 du 7e district congressionnel de Géorgie |
| --------------------------------------------------------- | --------------------------------------------------------- | --------------------------------------------------------- | --------------------------------------------------------- | --------------------------------------------------------- |
| Parti                                                     | Parti                                                     | Candidat                                                  | Votes                                                     | %                                                         |
|                                                           | Républicain                                               | John Linder (en) (sortant)                                | 258 982                                                   | 100 %                                                     |
|                                                           | Les Républicains conservent                               |                                                           |                                                           |                                                           |

### 2006
| Élection de 2006 du 7e district congressionnel de Géorgie | Élection de 2006 du 7e district congressionnel de Géorgie | Élection de 2006 du 7e district congressionnel de Géorgie | Élection de 2006 du 7e district congressionnel de Géorgie | Élection de 2006 du 7e district congressionnel de Géorgie |
| --------------------------------------------------------- | --------------------------------------------------------- | --------------------------------------------------------- | --------------------------------------------------------- | --------------------------------------------------------- |
| Parti                                                     | Parti                                                     | Candidat                                                  | Votes                                                     | %                                                         |
|                                                           | Républicain                                               | John Linder (en) (sortant)                                | 130 561                                                   | 70,91                                                     |
|                                                           | Démocrate                                                 | Allan Burns                                               | 53 553                                                    | 29,09                                                     |
| Total des votes                                           | Total des votes                                           | Total des votes                                           | 184 114                                                   | 100 %                                                     |
|                                                           | Les Républicains conservent                               |                                                           |                                                           |                                                           |

### 2008
| Élection de 2008 du 7e district congressionnel de Géorgie | Élection de 2008 du 7e district congressionnel de Géorgie | Élection de 2008 du 7e district congressionnel de Géorgie | Élection de 2008 du 7e district congressionnel de Géorgie | Élection de 2008 du 7e district congressionnel de Géorgie |
| --------------------------------------------------------- | --------------------------------------------------------- | --------------------------------------------------------- | --------------------------------------------------------- | --------------------------------------------------------- |
| Parti                                                     | Parti                                                     | Candidat                                                  | Votes                                                     | %                                                         |
|                                                           | Républicain                                               | John Linder (en) (sortant)                                | 209 354                                                   | 62,03                                                     |
|                                                           | Démocrate                                                 | Doug Heckman                                              | 128 159                                                   | 37,97                                                     |
| Total des votes                                           | Total des votes                                           | Total des votes                                           | 337 513                                                   | 100 %                                                     |
|                                                           | Les Républicains conservent                               |                                                           |                                                           |                                                           |

### 2010
| Élection de 2010 du 7e district congressionnel de Géorgie | Élection de 2010 du 7e district congressionnel de Géorgie | Élection de 2010 du 7e district congressionnel de Géorgie | Élection de 2010 du 7e district congressionnel de Géorgie | Élection de 2010 du 7e district congressionnel de Géorgie |
| --------------------------------------------------------- | --------------------------------------------------------- | --------------------------------------------------------- | --------------------------------------------------------- | --------------------------------------------------------- |
| Parti                                                     | Parti                                                     | Candidat                                                  | Votes                                                     | %                                                         |
|                                                           | Républicain                                               | Rob Woodall                                               | 160 898                                                   | 67,07                                                     |
|                                                           | Démocrate                                                 | Doug Heckman                                              | 78 996                                                    | 32,93                                                     |
| Total des votes                                           | Total des votes                                           | Total des votes                                           | 239 894                                                   | 100 %                                                     |
|                                                           | Les Républicains conservent                               |                                                           |                                                           |                                                           |

### 2012
| Élection de 2012 du 7e district congressionnel de Géorgie | Élection de 2012 du 7e district congressionnel de Géorgie | Élection de 2012 du 7e district congressionnel de Géorgie | Élection de 2012 du 7e district congressionnel de Géorgie | Élection de 2012 du 7e district congressionnel de Géorgie |
| --------------------------------------------------------- | --------------------------------------------------------- | --------------------------------------------------------- | --------------------------------------------------------- | --------------------------------------------------------- |
| Parti                                                     | Parti                                                     | Candidat                                                  | Votes                                                     | %                                                         |
|                                                           | Républicain                                               | Rob Woodall (sortant)                                     | 156 689                                                   | 62,16                                                     |
|                                                           | Démocrate                                                 | Steve Riley                                               | 95 377                                                    | 37,84                                                     |
| Total des votes                                           | Total des votes                                           | Total des votes                                           | 252 066                                                   | 100 %                                                     |
|                                                           | Les Républicains conservent                               |                                                           |                                                           |                                                           |

### 2014
| Élection de 2014 du 7e district congressionnel de Géorgie | Élection de 2014 du 7e district congressionnel de Géorgie | Élection de 2014 du 7e district congressionnel de Géorgie | Élection de 2014 du 7e district congressionnel de Géorgie | Élection de 2014 du 7e district congressionnel de Géorgie |
| --------------------------------------------------------- | --------------------------------------------------------- | --------------------------------------------------------- | --------------------------------------------------------- | --------------------------------------------------------- |
| Parti                                                     | Parti                                                     | Candidat                                                  | Votes                                                     | %                                                         |
|                                                           | Républicain                                               | Rob Woodall (sortant)                                     | 113 557                                                   | 65,39                                                     |
|                                                           | Démocrate                                                 | Thomas Wight                                              | 60 112                                                    | 34,61                                                     |
| Total des votes                                           | Total des votes                                           | Total des votes                                           | 173 669                                                   | 100 %                                                     |
|                                                           | Les Républicains conservent                               |                                                           |                                                           |                                                           |

### 2016
| Élection de 2016 du 7e district congressionnel de Géorgie | Élection de 2016 du 7e district congressionnel de Géorgie | Élection de 2016 du 7e district congressionnel de Géorgie | Élection de 2016 du 7e district congressionnel de Géorgie | Élection de 2016 du 7e district congressionnel de Géorgie |
| --------------------------------------------------------- | --------------------------------------------------------- | --------------------------------------------------------- | --------------------------------------------------------- | --------------------------------------------------------- |
| Parti                                                     | Parti                                                     | Candidat                                                  | Votes                                                     | %                                                         |
|                                                           | Républicain                                               | Rob Woodall (sortant)                                     | 174 081                                                   | 60,38                                                     |
|                                                           | Démocrate                                                 | Rashid Malik                                              | 114 220                                                   | 39,62                                                     |
| Total des votes                                           | Total des votes                                           | Total des votes                                           | 288 301                                                   | 100 %                                                     |
|                                                           | Les Républicains conservent                               |                                                           |                                                           |                                                           |

### 2018
| Élection de 2018 du 7e district congressionnel de Géorgie | Élection de 2018 du 7e district congressionnel de Géorgie | Élection de 2018 du 7e district congressionnel de Géorgie | Élection de 2018 du 7e district congressionnel de Géorgie | Élection de 2018 du 7e district congressionnel de Géorgie |
| --------------------------------------------------------- | --------------------------------------------------------- | --------------------------------------------------------- | --------------------------------------------------------- | --------------------------------------------------------- |
| Parti                                                     | Parti                                                     | Candidat                                                  | Votes                                                     | %                                                         |
|                                                           | Républicain                                               | Rob Woodall (sortant)                                     | 140 430                                                   | 50,08                                                     |
|                                                           | Démocrate                                                 | Carolyn Bourdeaux                                         | 140 011                                                   | 49,92                                                     |
| Total des votes                                           | Total des votes                                           | Total des votes                                           | 280 441                                                   | 100 %                                                     |
|                                                           | Les Républicains conservent                               |                                                           |                                                           |                                                           |

### 2020
| Élection de 2020 du 7e district congressionnel de Géorgie | Élection de 2020 du 7e district congressionnel de Géorgie | Élection de 2020 du 7e district congressionnel de Géorgie | Élection de 2020 du 7e district congressionnel de Géorgie | Élection de 2020 du 7e district congressionnel de Géorgie |
| --------------------------------------------------------- | --------------------------------------------------------- | --------------------------------------------------------- | --------------------------------------------------------- | --------------------------------------------------------- |
| Parti                                                     | Parti                                                     | Candidat                                                  | Votes                                                     | %                                                         |
|                                                           | Démocrate                                                 | Carolyn Bourdeaux                                         | 190 900                                                   | 51,39                                                     |
|                                                           | Républicain                                               | Rich McCormick                                            | 180 564                                                   | 48,61                                                     |
| Total des votes                                           | Total des votes                                           | Total des votes                                           | 371 464                                                   | 100 %                                                     |
|                                                           | Les Démocrates prennent aux Républicains                  |                                                           |                                                           |                                                           |

### 2022
| Primaire Républicaine de 2022 du 7e district congressionnel de Géorgie | Primaire Républicaine de 2022 du 7e district congressionnel de Géorgie | Primaire Républicaine de 2022 du 7e district congressionnel de Géorgie | Primaire Républicaine de 2022 du 7e district congressionnel de Géorgie | Primaire Républicaine de 2022 du 7e district congressionnel de Géorgie |
| ---------------------------------------------------------------------- | ---------------------------------------------------------------------- | ---------------------------------------------------------------------- | ---------------------------------------------------------------------- | ---------------------------------------------------------------------- |
| Parti                                                                  | Parti                                                                  | Candidat                                                               | Votes                                                                  | %                                                                      |
|                                                                        | Républicain                                                            | Michael Corbin                                                         | 18 637                                                                 | 41,1                                                                   |
|                                                                        | Républicain                                                            | Mark Gonsalves                                                         | 12 477                                                                 | 27,5                                                                   |
|                                                                        | Républicain                                                            | Lisa McCoy                                                             | 6 380                                                                  | 14,1                                                                   |
|                                                                        | Républicain                                                            | Mary West                                                              | 4370                                                                   | 9,6                                                                    |
|                                                                        | Républicain                                                            | Y. G. Nyghtstorm                                                       | 3 510                                                                  | 7,7                                                                    |

| Second Tour de la Primaire Républicaine de 2022 du 7e district congressionnel de Géorgie | Second Tour de la Primaire Républicaine de 2022 du 7e district congressionnel de Géorgie | Second Tour de la Primaire Républicaine de 2022 du 7e district congressionnel de Géorgie | Second Tour de la Primaire Républicaine de 2022 du 7e district congressionnel de Géorgie | Second Tour de la Primaire Républicaine de 2022 du 7e district congressionnel de Géorgie |
| ---------------------------------------------------------------------------------------- | ---------------------------------------------------------------------------------------- | ---------------------------------------------------------------------------------------- | ---------------------------------------------------------------------------------------- | ---------------------------------------------------------------------------------------- |
| Parti                                                                                    | Parti                                                                                    | Candidat                                                                                 | Votes                                                                                    | %                                                                                        |
|                                                                                          | Républicain                                                                              | Mark Gonsalves                                                                           | 8 591                                                                                    | 70,1                                                                                     |
|                                                                                          | Républicain                                                                              | Michael Corbin                                                                           | 3 666                                                                                    | 29,9                                                                                     |

| Primaire Démocrate de 2022 du 7e district congressionnel de Géorgie | Primaire Démocrate de 2022 du 7e district congressionnel de Géorgie | Primaire Démocrate de 2022 du 7e district congressionnel de Géorgie | Primaire Démocrate de 2022 du 7e district congressionnel de Géorgie | Primaire Démocrate de 2022 du 7e district congressionnel de Géorgie |
| ------------------------------------------------------------------- | ------------------------------------------------------------------- | ------------------------------------------------------------------- | ------------------------------------------------------------------- | ------------------------------------------------------------------- |
| Parti                                                               | Parti                                                               | Candidat                                                            | Votes                                                               | %                                                                   |
|                                                                     | Démocrate                                                           | Lucy McBath (sortante)                                              | 33 607                                                              | 63,1                                                                |
|                                                                     | Démocrate                                                           | Carolyn Bourdeaux (sortante)                                        | 16 310                                                              | 30,6                                                                |
|                                                                     | Démocrate                                                           | Donna McLeod                                                        | 3 352                                                               | 6,3                                                                 |

| Élection de 2022 du 7e district congressionnel de Géorgie | Élection de 2022 du 7e district congressionnel de Géorgie | Élection de 2022 du 7e district congressionnel de Géorgie | Élection de 2022 du 7e district congressionnel de Géorgie | Élection de 2022 du 7e district congressionnel de Géorgie |
| --------------------------------------------------------- | --------------------------------------------------------- | --------------------------------------------------------- | --------------------------------------------------------- | --------------------------------------------------------- |
| Parti                                                     | Parti                                                     | Candidat                                                  | Votes                                                     | %                                                         |
|                                                           | Démocrate                                                 | Lucy McBath (sortante)                                    | 143 063                                                   | 61,0                                                      |
|                                                           | Républicain                                               | Mark Gonsalves                                            | 91 262                                                    | 38,9                                                      |
|                                                           | Républicain                                               | Lisa Babbage (write-in)                                   | 14                                                        | 0,0                                                       |
| Total des votes                                           | Total des votes                                           | Total des votes                                           | 234 339                                                   | 100 %                                                     |
|                                                           | Les Démocrates conservent                                 |                                                           |                                                           |                                                           |

### 2024
| Primaire Démocrate de 2024 du 7e district congressionnel de Géorgie | Primaire Démocrate de 2024 du 7e district congressionnel de Géorgie | Primaire Démocrate de 2024 du 7e district congressionnel de Géorgie | Primaire Démocrate de 2024 du 7e district congressionnel de Géorgie | Primaire Démocrate de 2024 du 7e district congressionnel de Géorgie |
| ------------------------------------------------------------------- | ------------------------------------------------------------------- | ------------------------------------------------------------------- | ------------------------------------------------------------------- | ------------------------------------------------------------------- |
| Parti                                                               | Parti                                                               | Candidat                                                            | Votes                                                               | %                                                                   |
|                                                                     | Démocrate                                                           | Bob Christian                                                       | 20 958                                                              | 100%                                                                |

| Primaire Républicaine de 2024 du 7e district congressionnel de Géorgie | Primaire Républicaine de 2024 du 7e district congressionnel de Géorgie | Primaire Républicaine de 2024 du 7e district congressionnel de Géorgie | Primaire Républicaine de 2024 du 7e district congressionnel de Géorgie | Primaire Républicaine de 2024 du 7e district congressionnel de Géorgie |
| ---------------------------------------------------------------------- | ---------------------------------------------------------------------- | ---------------------------------------------------------------------- | ---------------------------------------------------------------------- | ---------------------------------------------------------------------- |
| Parti                                                                  | Parti                                                                  | Candidat                                                               | Votes                                                                  | %                                                                      |
|                                                                        | Républicain                                                            | Rich McCormick (sortant)                                               | 47 063                                                                 | 100%                                                                   |

| Élection de 2024 du 7e district congressionnel de Géorgie | Élection de 2024 du 7e district congressionnel de Géorgie | Élection de 2024 du 7e district congressionnel de Géorgie | Élection de 2024 du 7e district congressionnel de Géorgie | Élection de 2024 du 7e district congressionnel de Géorgie |
| --------------------------------------------------------- | --------------------------------------------------------- | --------------------------------------------------------- | --------------------------------------------------------- | --------------------------------------------------------- |
| Parti                                                     | Parti                                                     | Candidat                                                  | Votes                                                     | %                                                         |
|                                                           | Républicain                                               | Rich McCormick (sortant)                                  | 275 907                                                   | 64,9                                                      |
|                                                           | Démocrate                                                 | Bob Christian                                             | 149 535                                                   | 35,1                                                      |
| Total des votes                                           | Total des votes                                           | Total des votes                                           | 425 442                                                   | 100 %                                                     |
|                                                           | Les Républicains prennent aux Démocrates                  |                                                           |                                                           |                                                           |

## Pour aller plus loin
- Amber Phillips (September 25, 2020), "The House seats most likely to flip in November", Washingtonpost.com